# Mistrzostwa Polski w koszykówce mężczyzn (1933)
VI Mistrzostwa Polski w koszykówce mężczyzn. Turniej finałowy odbył się w Toruniu w dniach 23 - 24 września 1933 r. z udziałem 3 drużyn. Był jedną z imprez obchodów 700-lecia założenia miasta.

## Rozgrywki
- 23.09.1933 WKS Łódź - Polonia Warszawa 34:20
- 24.09.1933 YMCA Kraków -  Polonia Warszawa 62:22
- 24.09.1933 YMCA Kraków - WKS Łódź 42:32

## Składy drużyn
- WKS Łódź: Owczarek, Przygórski, Rybarczyk, Zalesiewicz i Pilc, rez. Rosolak i Kubasiewicz.
- YMCA Kraków: Baron K., Stok, Czyński, Jaśkiewicz, Jaroszewski. Krawczyk, Stępa, Kukało, Paszucha, Paully i Marcinkowski.

## Klasyfikacja końcowa
| Miejsce | Zespół           | Mecze | Zwycięstwa-Porażki | Bilans punktów |
| złoto   | YMCA Kraków      | 2     | 2-0                | 103:54         |
| 2.      | WKS Łódź         | 2     | 1-1                | 66:62          |
| 3.      | Polonia Warszawa | 2     | 0-2                | 42:95          |